# 卡伊 (滨海塞纳省)
卡伊（法語：Cailly，法語發音：[kaji]）是法国滨海塞纳省的一个市镇，属于鲁昂区。

## 地理
卡伊（49°34'46"N, 1°13'52"E）面积5.44 平方千米，位于法国诺曼底大区滨海塞纳省，该省份为法国北部沿海省份，其西部及北部濒大西洋英吉利海峡，东起顺时针与索姆省、瓦兹省、厄尔省和卡爾瓦多斯省接壤。
与卡伊接壤的市镇（或旧市镇、城区）包括：克里托、拉吕圣皮埃尔、圣安德烈叙卡伊、圣日耳曼苏卡伊、伊克伯夫。
卡伊的时区为UTC+01:00、UTC+02:00（夏令时）。

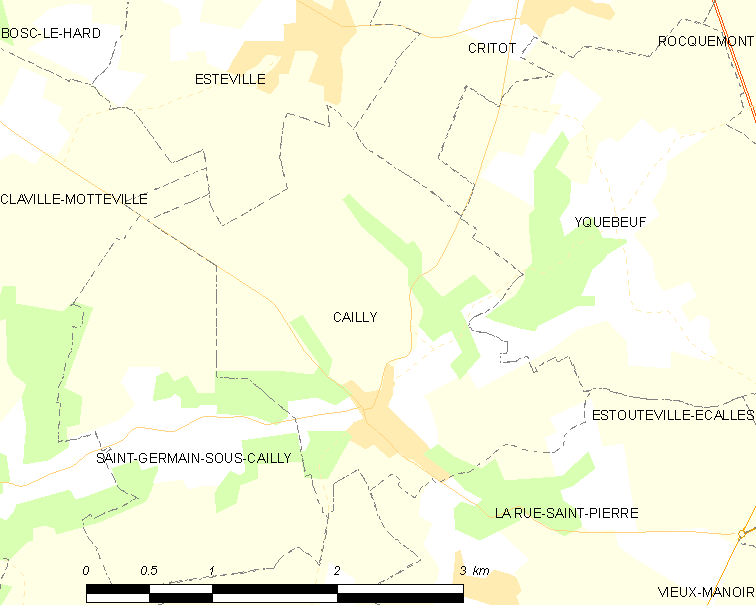
卡伊的OSM定位图

## 行政
卡伊的邮政编码为76690，INSEE市镇编码为76152。

## 政治
卡伊所属的省级选区为勒梅尼勒埃纳尔县。

## 人口

1962-2008年间卡伊人口变化图示

卡伊于2022年1月1日时的人口数量为736人。